# Junquito denticuloso
Junquito denticuloso is een hooiwagen uit de familie Zalmoxioidae.